# تی. روی بارنز
تی. روی بارنز (انگلیسی: T. Roy Barnes؛ ‏ ۱۱ اوت ۱۸۸۰ – ۳۰ مارس ۱۹۳۷) بازیگر اهل بریتانیا بود.
از فیلم‌هایی که وی در آن‌ها نقش داشته‌است، می‌توان به این یک هدیه‌ست، زنان همه ملت‌ها، سالی، مهمان ناخوانده، شیکاگو، هفت شانس، راه سفید بزرگ و جان‌فروشی اشاره نمود.